# Claude Lorrain
Claude Lorrain egentlig Claude Gellée (også Gillée, efter sit fødested kaldet Claude le Lorrain, født ca. 1600 i Champagne ved Mirecourt i Lorraine (departement Vosges), død 1682 i Rom) var en fransk landskabsmaler og raderer.
Lorrain, hvis livsforhold i øvrigt langtfra er opklarede, kom i en tidlig alder til Rom, var så et par år i Neapel, hvor han under tyskeren Goffredo Wals (en) lærte perspektiv og arkæologi, og vendte tilbage til Rom, hvor han i trange kår først måtte friste tilværelsen i en tjeners skikkelse hos maleren Agostino Tassi (en), som han hjalp i hans mangeartede produktion. Omtrent 1625 rejste han tilbage til Frankrig, men opholdet i Nancy har næppe tiltalt ham, i alt fald er han atter 1627 i Rom, hans fremtidige hjem.
Her studerede han flittigt sammen med vennen Joachim von Sandrart, der har skildret hans levned, omegnens natur, uddannede sig under indflydelse af Annibale Carracci, Paul Bril (en), Adam Elsheimer, men først og fremmest Nicolas Poussin og blev til sidst en meget anset kunstner, hvis billeder vandt så stort ry, at adskillige malere efterlignede ham og endog besmykkede deres arbejder med Lorrains flatterende navn, hvilket bidrog til — således har man i alt fald længe opfattet det — at Lorrain i en bog udførte tusktegninger af de landskaber, han malede, til verificering af omstridte billeder.
Denne bog, Sandhedens Bog ('Libro d’invenzione ovvero libro di veritá'), der udkom i stik af Richard Earlom (en) i tre bind, London 1777-1804, under titlen Liber Veritatis. Or, A Collection of Two Hundred Prints, After the Original Designs of Claude le Lorrain, in the Collection of His Grace the Duke of Devonshire, Executed by Richard Earlom, in the Manner and Taste of the Drawings er nu i hertugen af Devonshires eje.

## Karakteristik af Lorrains kunst
Det er Nicolas Poussins ideale kunst — det heroisk-pastorale landskab — som Lorrain udvikler videre; hans arbejder har dog mindre de poussinskes strengt grandiose karakter, virker mildt og varmende med deres idylliske, elysiske fred og ubrudte harmoni. Det gyldne lys, ofte solop- og nedgangsfænomener, stemmer alle billedets rige farvetoner til en festlig-skøn samklang; bag forgrundens staffage af mennesker og antikke bygninger (som han ofte lod andre udføre, og som til tider næsten synes at stride mod landskabets salige uberørthed), bag de kuplede træers tunge løvmasse med lysreflekserne inde i de dybe skygger åbner landskabet sig mod fjerne vidder, badede i gyldenduftigt lys – dette sollys, "hvis stråler Lorrain kendte udenad", og som snart blev optaget receptagtig af de talrige dyrkere af det ideale landskab.
Lorrains arbejder er ikke landskabsportrætter, men stemningsfyldte forklarede gengivelser af den natur, han så og studerede nøje, og hvis enkelte elementer – som han omhyggelig gør rede for – han da komponerede sammen til et skønt afvejet hele.

## Repræsentation på museer og gallerier
Prøver på Lorrains frodige produktion er til stede i de fleste gallerier, henimod en snes udmærkede arbejder i Louvre, mange i Londons National Gallery (Dronningen af Saba) og i Pradomuseet i Madrid, andre pragtstykker i Petrograds Eremitagen, Dresdens og Budapests gallerier, pinakoteket i München, i adskillige engelske privatsamlinger (Wellington-Galeri, Longford Castle, Holkham etc.), i Palazzo Doria i Rom (Møllen), i Berlins og Stockholms museer; i Nivaagaards Malerisamling et landskab. Af hans ca. 500 tegninger er en meget stor samling i British Museum i London, andre i Épinals bibliotek og Wiens Albertina. Også Lorrains over 40 raderinger er med deres fortrinlige lysvirkning af højt værd.
| - Skulptur og monument - Lorrain af Rodin I 'Jardin du Musée Rodin', Paris - Monument for Claude Lorrain i München, Harlaching |

| - Værker af Claude Lorrain - Flodlandskab med hyrder, ca. 1830 Statens Museum for Kunst - Landskab med hyrder, 1634 Pastoral landscape - Havn med Villa Medici (no), 1637 Seaport with the Villa Medici - Havneparti ved solnedgang, 1639 Port au soleil couchant - Landskab med Jupiters bortførelse af Europa, ca. 1645 Landscape with the abduction of Europa by Jupiter - Dronningen af Sabas indskibning, 1648 The Embarkation of the Queen of Sheba National Gallery - Pastoralt landskab, 1648 Pastoral landscape - Kystlandskab med Akis og Galatea, 1657 Paysage côtier avec Acis et Galatée Gemäldegalerie Alte Meister |